# Jümme (rivier)
De Jümme is een rivier in Nedersaksen in Duitsland.  De Jümme is een getijderivier en is slechts 19 km lang. De Jümme is een zijrivier van de Leda  en heeft zijn bron in  het Aper Tief ter hoogte van Oldenburg en in de Soeste.
Deze Soeste is als rivier belangrijker dan de Jümme, waarin zij uitmondt. De Soeste ontspringt op 53½ meter boven zeeniveau nabij Cloppenburg, stroomt door de in 1927 ter bestrijding van overstromingsgevaar aangelegde Thülsfelder Stausee (zie Garrel), door Friesoythe, waar ze de Lahe opneemt, en mondt bij Barßel uit in de Jümme.
Samen met de rivier de Leda vormen ze het zogenaamde Oost-Friese Mesopotamië. Al deze, sterk meanderende, riviertjes zijn tot Barßel onbevaarbaar, behalve hier en daar voor kano's. Zij ontwateren een groot veengebied. De riviertjes en hun oevers zijn ecologisch waardevol, vanwege de aanwezigheid van zeldzame soorten vissen en vogels.
Benedenstrooms van Barßel is de Jümme beperkt bevaarbaar. Schepen van maximaal 20 m lang,  4,5 m breed en met een diepgang van maximaal 1,2 m mogen erop varen; het brugpeil ligt bij gemiddeld tij op circa 4 m. Er zijn twee ophaalbruggen, die kunnen worden geopend na voorafgaande aanmelding door de schipper. Twee kleine veenkanalen verbinden de Jümme met de Leda.

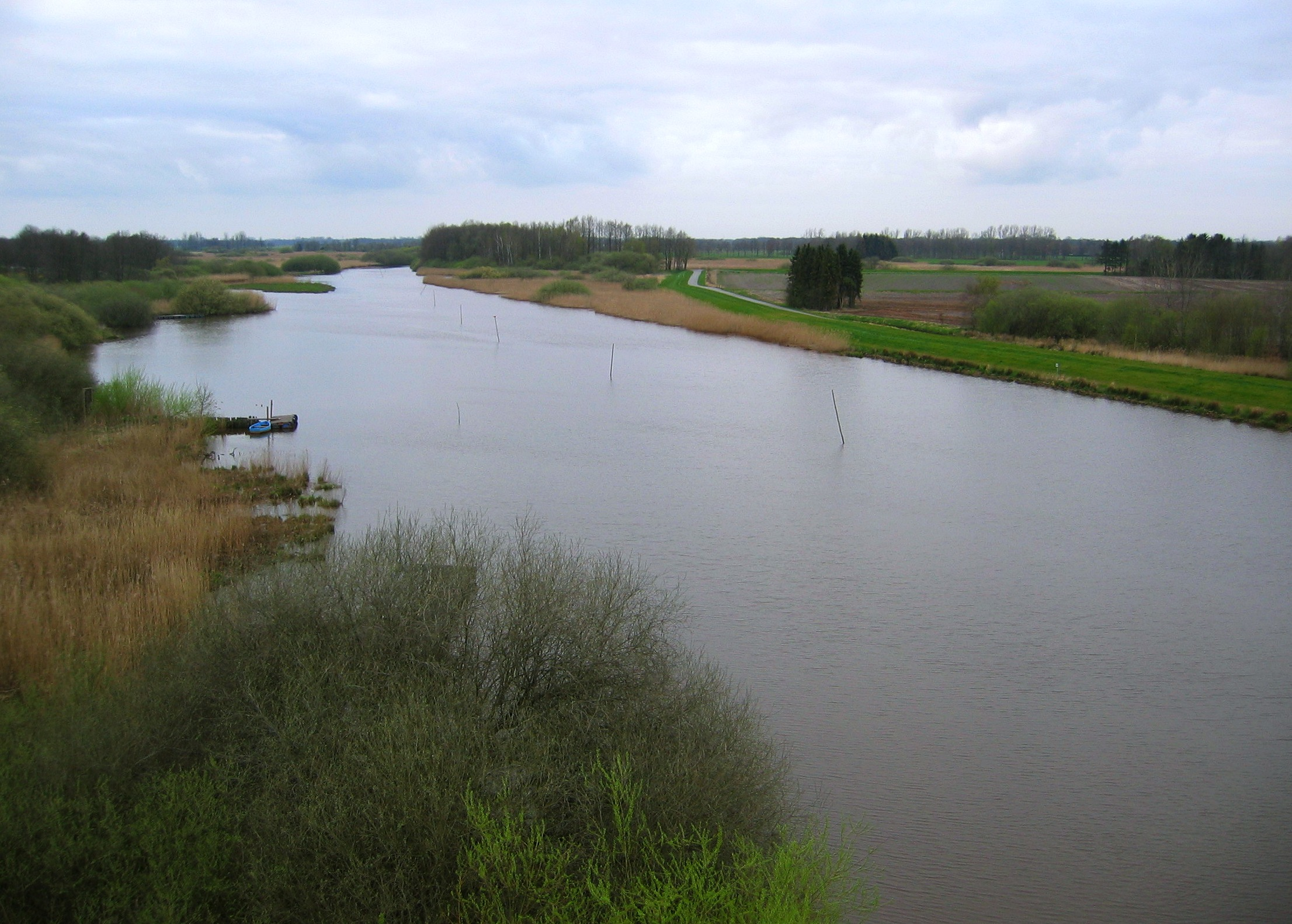
De Soeste nabij haar uitmonding in de Jümme bij Barßel
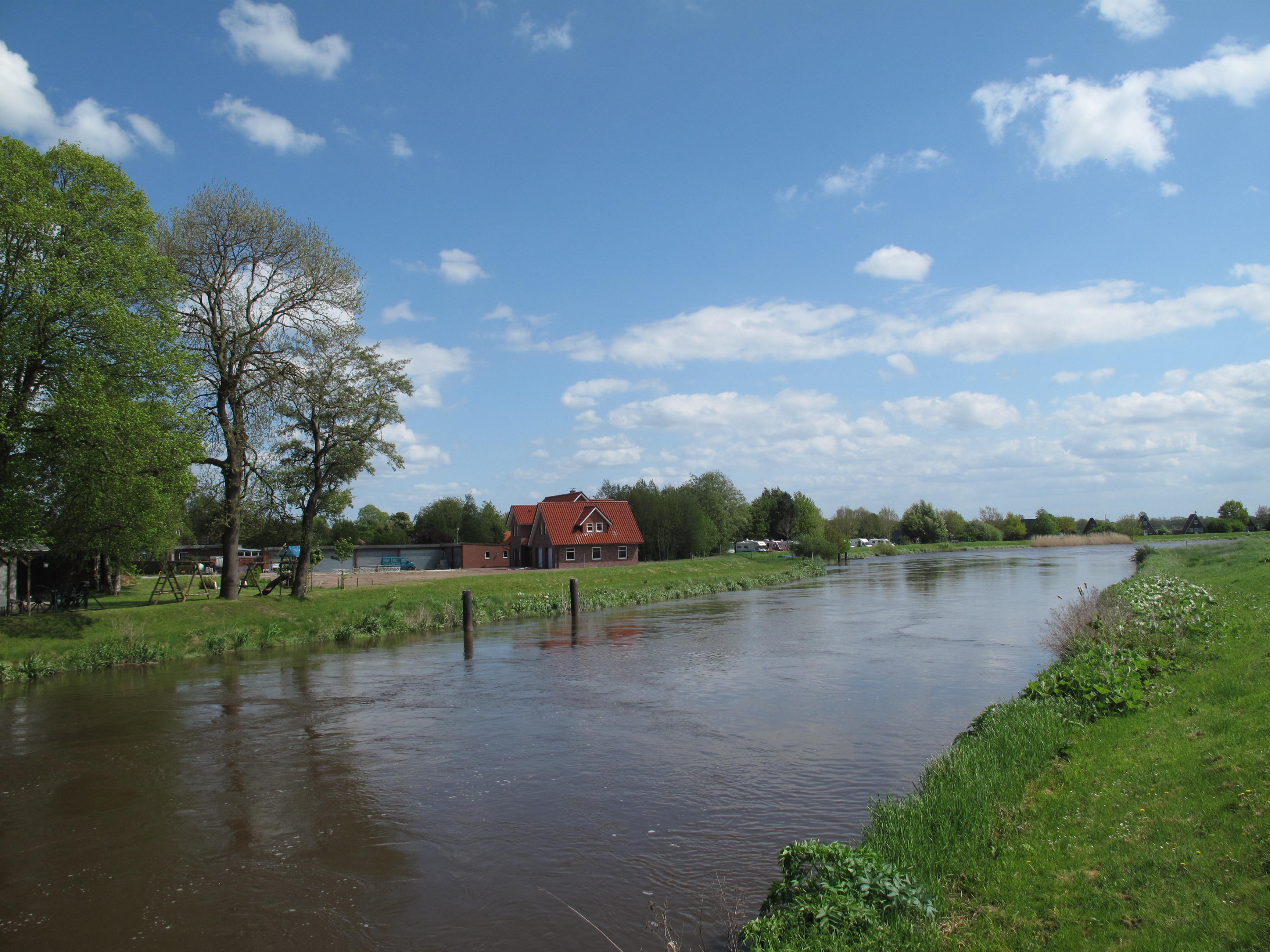
De Jümme bij Stickhausen, gem. Detern